# ليونيد غوفوروف
المارشال ليونيد ألكسندروفيتش غوفوروف (بالروسية: Леони́д Алекса́ндрович Го́воров) وُلد في بوتيركي (مقطعة سوفيتسكي حاليا) بكيروف أوبلاست بالإمبراطورية الروسية بتاريخ 22 فبراير 1897 وتوُفي بمدينة موسكو في 05 ديسمبر 1949، قائد عسكري وضابط مدفعية سوفيتي، إنضم لصفوف الجيش الأحمر عام 1921 وتخرج في العديد من الأكاديميات العسكرية السوفيتية بما فيهم أكاديمية الجيش الأحمر العسكرية للأركان العامة وشارك في حرب الشتاء كضابط نظامي في صفوف قوات المدفعية.
وصل غوفوروف لقيادة الجيش خلال الحرب العالمية الثانية وتحديدا عام 1941 أثناء معركة موسكو كما قاد جبهة لينينغراد منذ إبريل 1942 وحتى نهاية الحرب، بعدها نال رتبة مارشال الاتحاد السوفيتي عام 1944، كما حصل على لقب بطل الاتحاد السوفيتي في 27 يناير 1945.